# كحلان (الرياشية)

تعديل مصدري - تعديل

كحلان هي إحدى قرى عزلة وادي الرياشية بمديرية الرياشية التابعة لمحافظة البيضاء، بلغ تعداد سكانها 371 نسمة حسب تعداد اليمن لعام 2004.